# IRF4
فاکتور تنظیم‌کننده شمارهٔ ۴ اینترفرون (انگلیسی: Interferon regulatory factor 4) که با نام «MUM1» هم شناخته می‌شود، یک پروتئین است که در انسان توسط ژن «IRF4» کُدگذاری می‌شود که بر روی بازوی کوتاه کروموزوم ۶ واقع شده‌است.
در ملانوسیت‌ها ژن IRF4 احتمالاً توسط MITF تنظیم می‌شود. این ژن یک فاکتور رونویسی است که احتمالاً در انواع حاد سرطان خون دخیل است.
ژن IRF4 به‌شدت در تولید رنگدانه مؤثر است: حسایت پوست به نور خورشید، کک‌ومک، چشمان آبی و رنگ قهوه‌ای موها همگی با این ژن در ارتباط هستند. یک واریان دیگر از این ژن در سفیدشدن موها نقش دارد.